# Rourea discolor
Rourea discolor là một loài thực vật có hoa trong họ Connaraceae. Loài này được John Gilbert Baker mô tả khoa học đầu tiên năm 1871.

## Phân bố
Loài này có tại miền đông Brasil.